# تونی گومز
تونی گومز (اسپانیایی: Tony Gómez‎؛ زادهٔ ۲۳ آوریل ۱۹۶۷) بازیکن فوتبال اهل اروگوئه است.

## باشگاهی
از باشگاه‌هایی که در آن بازی کرده‌است می‌توان به باشگاه فوتبال مونته‌ویدئو واندررز، باشگاه فوتبال سن لورنزو، باشگاه اتلتیکو ایندپندینته، باشگاه فوتبال استودیانتس، باشگاه فوتبال ناسیونال اروگوئه، و باشگاه فوتبال گوانگ‌ژو اورگراند تائوبائو اشاره کرد.

## تیم ملی
وی همچنین در تیم ملی فوتبال اروگوئه بازی کرده‌است.